# Madeleine Milhaud
Madeleine Milhaud Milhaud (París, 22 de marzo de 1902 - ibidem, 17 de enero de 2008) fue una actriz y libretista francesa.

## Biografía
Madeleine Milhaud nació en París, hija de Michel y Maria Milhaud. Procedía de una familia judía de origen ruso. Su padre vivía en Aix-en-Provence, y su madre en Bruselas. Madeleine se casó con su primo, el diplomático y autor Darius Milhaud, en 1925.
Comenzó a actuar a una edad temprana, y tuvo una larga carrera como actriz y recitadora.[cita requerida] Estudió con el actor francés Charles Dullin. Después de contraer matrimonio, interpretó varios papeles para el cine en títulos como la surrealista Vorrmittagsspuk, de Hans Richter, con música de Paul Hindemith y la participación de su esposo; Courrier Sud, de Pierre Billon, basada en la novela Correo del Sur de Antoine de Saint-Exupéry; o Les jumeaux de Brighton, de Claude Heymann y escrita por Robert Bresson. También participó en obras de su esposo y en otras escritas por sus amigos como Ígor Stravinski y su Perséphone o Juana de Arco en la hoguera, de Marc Honegger.
La pareja tuvo un hijo, Daniel (nacido en 1930 y fallecido en 2014), un pintor. La suite para piano de Darius, La Muse Menagère (The Household Muse) esta dedicada a ella, y representa su vida diaria juntos. Escribió los libretos de sus operas Médée, Bolivar, y La mère coupable.
La familia huyó de Francia cuando los alemanes estaban al alcance de París en mayo de 1940. Llegaron a Lisboa y desde allí navegaron a Estados Unidos, donde permanecieron con su hijo de 10 años durante el resto de la guerra. Darius dio clases en el Mills College (en California) y Madeleine enseñó a los estudiantes estadounidenses sobre el francés y el teatro francés. Regresaron a Francia en 1946.
Mantuvo amistad con Fernand Léger, Jean Cocteau, André Gide, Erik Satie, Ígor Stravinski, Serguéi Diáguilev y Pablo Picasso entre otros.

## Lectura adicional
- Milhaud, Madeline (2002). Mon XXème Siècle (en francés). Propos recueillis par Mildred Clary. Paris: Bleu Nuit. ISBN 978-2-913575-51-6.
- Nichols, Roger (1996). Conversations with Madeleine Milhaud. London: Faber and Faber. ISBN 978-0-571-16055-6.

- Datos: Q534116